# Christian Thomas (athlétisme)
Pour les articles homonymes, voir Christian Thomas.
Christian Thomas, né le 31 mars 1965, est un athlète allemand spécialisé dans le saut en longueur.

## Carrière
Christian Thomas est médaillé de bronze aux Championnats d'Europe d'athlétisme en salle 1987 à Liévin.